# Râul Pălăoaia
Râul Pălăoaia este un curs de apă, afluent al râului Muereasca. 